# Ohrid
Ohrid (makedonsko: Охрид) je mesto v Severni Makedoniji, na severovzhodni obali Ohridskega jezera in je središče Ohridske regije, ter sedež istoimenske občine. Občino Ohrid sestavlja mesto Ohrid in 28 manjših naselij, skupno število prebivalcev občine je okoli 55.000, mesto Ohrid pa ima okrog 42.033 prebivalcev. Ohrid je največje mesto ob Ohridskem jezeru in osmo največje v državi. Ohrid je nekoč imel 365 cerkva, po eno za vsak dan v letu, ter si tako prislužil imenovanje »Balkanski Jeruzalem«. Mesto je bogato s slikovitimi hišami in spomeniki, prevladujoča dejavnost v mestu je turizem. Nahaja se jugozahodno od Skopja in zahodno od Resena ter Bitole. Mesto leži na dnu Ohridskega polja, na osamljenem apnenčastem hribu (792 m), ki je rtasto zarezan in se visoko dviga nad Ohridskim jezerom (695 m). Po takšnem položaju na hribu (»rid« je makedonski izraz za hrib), je mesto dobilo slovansko ime (»vo rid«, »o hrid«). Od leta 1980 sta Ohrid in Ohridsko jezero na seznamu Unescove svetovne kulturne dediščine.

## Ime
V antiki je bilo mesto znano pod grškim imenom νυχνίς (Lychnis), νυχνιδός (Lychnidos) in latinsko Lychnidus, kar verjetno pomeni »mesto svetlobe«, dobesedno »dragoceni kamen, ki oddaja svetlobo«, iz λύχνος (lychnos), »svetilka, prenosna luč«. Polibijevi pisni viri iz 2. stoletja pr. n. št., se nanašajo na mesto kot Λυχνίδιον - Lichnidion. Mesto je ostalo je prestolnica Prvega Bolgarskega Cesarstva v zgodnjem srednjem veku, bizantinski pisci pa so ga pogosto imenovali Achrida (ρχριδα, Ὄχριδα, Ἄχρις). Od leta 879 se mesto ne navaja več kot Lychnidos, temveč kot Ohrid. V makedonščini in drugih južnoslovanskih jezikih je ime mesta Ohrid (Охрид). V albanščini je mesto znano kot Ohër ali Ohri in v sodobnih grščini Ochrida (χρίδα, χρίδα) in Achrida (Αχρίδα).

## Zgodovina
Iliri (Enchele, Dassaretii) –3. st. pr. n. št.

Rimska republika 3. stoletje pr. n. št.–27 pr. n. št

Rimsko cesarstvo 27 pr. n. št. – 395

Bizantinsko cesarstvo 395–842

Prvo bolgarsko cesarstvo 842–1018

Bizantinsko cesarstvo 1018–1083

Bohemond I. Antiohijski 1083–1085

Bizantinsko cesarstvo 1085–1203

Drugo bolgarsko cesarstvo 1203–1208

Strez 1208–1214

Epir in Solun 1214–1230

Drugo bolgarsko cesarstvo 1230–1263

Bizantinsko cesarstvo ~1250–1334

Srbsko cesarstvo 1334 - ~1336

Družina Gropa ~1336 – ???

Gospodstvo Prilep ??? – ~1373

Družina Gropa ~1373–1395

Osmansko cesarstvo 1395–1912

Kraljevina Srbija 1912–1915

Kraljevina Bolgarija 1915–1918

Kraljevina Jugoslavija 1918–1941

Kraljevina Bolgarija 1941–1944

SFR Jugoslavija 1944–1991

Makedonija/Severna Makedonija 1991–danes

### Antika
Najstarejši prebivalci najširšega območja Ohridskega jezera so bili ilirsko pleme Enhelejci in Dasareti, staro grško pleme, ki je temeljilo na vzhodu regije Lynkestis.
Po nedavnih izkopavanjih je bilo mesto naseljeno že v času kralja Filipa II. Makedonskega, medtem, ko je Samuelova trdnjava stala že prej in sicer v 4. stoletju pr. n. št. V času rimskih osvajanj, proti koncu 3. in začetku 2. stoletja pr. n. št., so bili omenjeni Dasareti in regija Dasaretija ter starodavno grško mesto Lychnidos (grško: υχνιδός). Obstoj starodavnega grškega mesta Lychnidos je povezan z grškim mitom o feničanskem princu Kadmosu, ki je bil izgnan iz Teb, v Beociji ter pobegnil v Enhelejo in ustanovil mesto Lychnidos na obali današnjega Ohridskega jezera. Ohridsko jezero, starogrško Lacus Lychnitis (grško Λυχνίτις), katerega modra in izjemno čista voda je jezeru v antiki dala grško ime, se je v srednjem veku občasno še vedno tako imenovalo. Ohrid je bil ob Via Egnatia, ki je z jadranskim pristaniščem Dyrrachionom (današnji Drač) povezovala Konstantinopel. Arheološka izkopavanja (npr. Polikonška bazilika iz 5. stoletja) dokazujejo zgodnje sprejetje krščanstva na tem območju. Škofi iz Lychnidosa so sodelovali v več ekumenskih svetih.

### Srednji vek
Južni Slovani so na to območje začeli prihajati v 6. stoletju našega štetja. Do začetka 7. stoletja ga je koloniziralo slovansko pleme, znano kot Berziti. Bolgarija je mesto osvojila okrog leta 840. Ime Ohrid se je prvič pojavilo leta 879. Ohridska literarna šola, ki jo je leta 886 ustanovil Kliment Ohridski, je postala eno od dveh glavnih kulturnih središč Prvega bolgarskega cesarstva. Med letoma 990 in 1015 je bil Ohrid prestolnica in trdnjava Bolgarskega cesarstva. Od leta 990 do 1018 je bil Ohrid tudi sedež bolgarskega patriarhata. Po bizantinski ponovni osvojitvi mesta leta 1018 s strani Bazilija II. je bil bolgarski patriarhat znižan na ohridsko nadškofijo in pod oblastjo ekumenskega patriarha iz Konstantinopla.
Višja duhovščina je bila po letu 1018 skoraj vedno grška, tudi v obdobju osmanske prevlade, vse do ukinitve nadškofije leta 1767. V začetku 16. stoletja je nadškofija dosegla svoj vrhunec, ko je podredila sofijsko, vidinsko, vlaško in moldavsko eparhijo, del nekdanje srednjeveške srbske Pećke patriarhije (vključno s samim Pećkim patriarhalnim samostanom) in celo pravoslavna okrožja Italije (Apulija, Kalabrija in Sicilija), Benečije in Dalmacije.
Ohrid je bil kot škofovsko mesto kulturno središče velikega pomena za Balkan. Skoraj vse ohranjene cerkve so zgradili Bizantinci in Bolgari, ostale pa segajo v kratek čas srbske oblasti v poznem srednjem veku.
Bohemond I. Antiohijski, ki je vodil normansko vojsko iz južne Italije, je mesto zavzel leta 1083. Bizantinci so ga ponovno osvojili leta 1085. V 13. in 14. stoletju je mesto zamenjalo lastnika Epirskega despotata, Bolgarskega, Bizantinskega in Srbskega cesarstva ter kot albanski vladarji. Sredi 13. stoletja je bil Ohrid eno od mest, ki mu je vladal Pal Gropa, član albanske plemiške družine Gropa. V besedilu cesarja Ivana VI. Kantakuzena so omenjeni nomadski Albanci, prisotni v okolici Ohrida okoli leta 1328. Leta 1334 je mesto zavzel Štefan Dušan in ga vključil v Srbsko cesarstvo. Po Dušanovi smrti je mesto prešlo pod nadzor Andreja Grope, po njegovi smrti pa ga je princ Marko vključil v Prilepsko kraljestvo.  V zgodnjih 1370-ih je Marko izgubil Ohrid v korist Pala II. Grope, drugega člana družine Gropa, in ga leta 1375 neuspešno poskušal ponovno zavzeti z osmansko pomočjo.
Leta 1395 so Osmani pod Bajazidom I. zavzeli mesto, ki je postalo sedež novoustanovljenega Ohridskega sandžaka. Nekaj časa po tem, ko je Skenderbeg osvobodil Krujo, da bi začel svoj upor, so njegove čete - v sodelovanju z Gjergjem Arianitijem in Zaharijem Gropo (iz lokalne albanske plemiške družine Gropa) - osvobodile Ohrid in grad Svetigrad. Med 14. in 15. septembrom 1464 je 12.000 albanskih vojakov lige Lezhë in 1.000 vojakov Beneške republike v bitki pri Ohridu premagalo 14.000 osmanskih vojakov blizu mesta, ki se je končalo z zmago Albancev nad Osmani. Ko se je Mehmed II. Osvajalec po svojih akcijah proti Gjergju Kastriotiju Skenderbegu leta 1466 vrnil iz Albanije, je odstavil ohridskega nadškofa Doroteja in ga skupaj z njegovimi pisarji, bojarji in precejšnjim številom meščanov Ohrida izgnal v Carigrad, verjetno zaradi njihove protiosmanske dejavnosti med Skenderbegovim uporom, ko so številni državljani Ohrida, vključno z Dorotejem in njegovo duhovščino, podprli Skenderbega in njegov boj.

### Osmansko obdobje
V 16. stoletju se je Ohrid nahajal v ohridskem sandžaku. Ohridski sandžak je v letih 1529-1536 štel 33.271 gospodinjstev (32.648 kristjanov in 623 muslimanov), 1331 vdov in 3392 neporočenih samcev. Bilo je 859 naselij in 10 mest, s povprečno 28,7 hiše na naselje. Sam Ohrid je imel 337 krščanskih družin, 44 neporočenih samskih, 12 vdovskih in 93 muslimanskih družin. Leta 1583 je bil ohridski sandžak sestavljen iz več kaz, vključno z ohridsko kazo, ki so jo nato sestavljale nahije; Osmanski Defter (vrsta davčnega registra in zemljiškega katastra) beleži v Ohridski nahiji 2920 krščanskih domov, 627 neporočenih samskih in 465 muslimanskih družin v skupno 107 naseljih.
Krščansko prebivalstvo se je v prvih stoletjih osmanske vladavine zmanjšalo. Leta 1664 je bilo samo 142 krščanskih hiš. Razmere so se spremenile v 18. stoletju, ko je Ohrid postal pomembno trgovsko središče na glavni trgovski poti Via Egnatia. Ob koncu tega stoletja je imel okoli pet tisoč prebivalcev. Proti koncu 18. stoletja in v začetku 19. stoletja je bila ohridska regija, tako kot drugi deli evropske Turčije, žarišče nemirov. V 19. stoletju je regija Ohrid postala del Skadarskega pašaluka, ki mu je vladala družina Bušati. Potem ko je krščansko prebivalstvo ohridske škofije leta 1874 na plebiscitu glasovalo z veliko večino za pridružitev bolgarskemu eksarhatu (97 %), je eksarhat dobil nadzor nad tem območjem.

### Sodobnost
Pred letom 1912 je bil Ohrid mestno središče, omejeno na sandžak Manastir v vilajetu Manastir (današnja Bitola). Mesto je ostalo pod osmansko oblastjo do 29. novembra 1912, ko je srbska vojska med balkanskimi vojnami prevzela nadzor nad mestom in ga pozneje postavila za glavno mesto okrožja Ohrid. V Ohridu so srbske sile ubile 150 Bolgarov in 500 ljudi, sestavljenih iz Albancev in Turkov. Septembra 1913 so se lokalni albanski in probolgarski voditelji Notranje makedonske revolucionarne organizacije uprli Kraljevini Srbiji. Med prvo svetovno vojno ga je med letoma 1915 in 1918 zasedla Kraljevina Bolgarija.
V obdobju Kraljevine Jugoslavije je bil Ohrid še naprej samostojen okraj (Охридского округа) (1918-1922), nato je postal del Bitolske oblasti (1920-1929), od 1929 do 1941 pa je bil Ohrid del Vardarske banovine. Med drugo svetovno vojno med letoma 1941 in 1944 ga je ponovno zasedla Bolgarija. Od časov SFR Jugoslavije je Ohrid občinski sedež občine Ohrid (Општина Охрид). Od leta 1991 je bilo mesto del Republike Makedonije (danes Severna Makedonija).
20. novembra 1993 je Avioimpex Flight 110 strmoglavil blizu Ohrida, pri čemer je umrlo vseh 116 ljudi na krovu. To je najsmrtonosnejša letalska nesreča v Severni Makedoniji.

## Geografija
Ohrid leži v jugozahodnem delu Severne Makedonije, na obali Ohridskega jezera, na nadmorski višini 695 metrov.
Ima toplo poletno sredozemsko podnebje (Köppnova podnebna klasifikacija: Csb), ki meji na oceansko podnebje (Cfb), umirjeno zaradi nadmorske višine, saj je povprečna temperatura najtoplejšega meseca malo nad 22 °C in vsak poletni mesec prejme manj kot 40 milimetrov padavin. Najhladnejši mesec je januar s povprečno temperaturo 2,5 °C ali v razponu med 6,2 °C in −1,5 °C. Najtoplejši mesec je avgust s povprečnim razponom od 27,7 °C do 14,2 °C. Najbolj deževen mesec je november, v povprečju pade 90,5 mm dežja. Poletni meseci junij, julij in avgust prejmejo najmanj dežja, okoli 30 mm. Absolutna najnižja temperatura je −17,8 °C in najvišja 38,5 °C.

## Demografija
Po popisu leta 2002 ima mesto Ohrid 42.033 prebivalcev, etnična sestava pa je bila naslednja:
- Makedonci, 33.791 (80,4 %)
- Albanci, 2959 (7,0 %)
- Turki, 2256 (5,4 %)
- drugi, 3027 (7,2 %)

Med maternimi jeziki prebivalcev mesta so naslednji:
- makedonščina, 34.910 (83,1 %)
- albanščina, 3957 (9,4 %)
- turščina, 2226 (5,3 %)
- drugi, 1017 (2,4 %)

Verska sestava mesta je bila naslednja:
- pravoslavni kristjani, 33.987 (80,9 %)
- muslimani, 7599 (18,1 %)
- drugi 447 (1,1 %)

Najstarejši prebivalci Ohrida je nekaj družin, ki živijo v soseski Varoš.[43] Drugi Makedonci so se naselili v Ohridu in izvirajo iz vasi regij Kosel, Struga, Drimkol, Debarca, Malesija in Kičevo ter drugih območij južne Makedonije. Leta 1949 so se v Ohrid naselile dodatne družine iz Egejske Makedonije.
Prisotnost turške skupnosti sega v čas njihove naselitve v Ohridu v letih 1451–81. Vsi Turki iz vasi Peštani so se po prodaji posesti in zemlje do leta 1920 preselili v Ohrid in danes je teh nekaj družin znanih kot Peştanlı.
Albanci v Ohridu izvirajo iz albanskih vasi, ki so na zahodnem in južnem delu Ohridskega jezera. V Ohridu je precej poturčenih Albancev, ki izvirajo iz mest Elbasan, Drač in Ulcinj. Pravoslavni Albanci so prav tako prisotni in naseljeni v Ohridu v drugi polovici 19. stoletja in izvirajo iz Pogradca, Lina, Çërravë in Peshkëpija.
Lokalno romsko prebivalstvo v Ohridu izvira iz Podgradca in govori južnotoško albansko narečje. V zadnjih desetletjih 20. stoletja se je nekaj albansko govorečih muslimanskih Romov iz vasi Krani in Nakolec preselilo v Ohrid. Albanofoni ohridski Romi so se v jugoslovanskih popisih v glavnem izjavljali za Albance. Ker so se napetosti med Albanci in državo povečevale glede števila v zvezi z velikostjo skupnosti in družbenopolitičnimi pravicami, je postala romska identiteta od 1990-ih dalje politizirana in izpodbijana. Ohridski albansko govoreči Romi so zavračali identifikacijo kot Albanci, saj so to videli kot rezultat albanizacije (ali da bi jih imenovali Cigani) in se s spodbudo makedonskih krogov zdaj imenujejo Egipčani, katerih predniki so se izselili iz Egipta pred mnogimi stoletji. V Ohridu prebivajo turško govoreči Romi, ki so se v obdobju Jugoslavije izjavljali predvsem kot Turki, medtem ko se znotraj neodvisne Makedonije opredeljujejo za Egipčane.
Najzgodnejša prisotnost Aromunskega prebivalstva v Ohridu sega v leto 1778 in je prispelo iz Voskopojë, drugi iz Kavajë (konec 18. stoletja), iz regije Myzeqe, Elbasana, Llëngë in regije Mokër (sredina 19. stoletja) ter tudi iz Gorne Belice in Malovišta ( konec 19. stoletja). Velik del ohridskega aromunskega prebivalstva se je izselil v Trst, Odeso in Bukarešto.

### Demografska zgodovina
Leta 1889 je imelo mesto po francoski raziskavi 2500-3000 hiš in približno 12.000 posameznikov, od tega 2/3 Makedoncev in Vlahov, ostala 1/3 pa albansko govorečih muslimanov z 20-25 slovansko govorečimi grškimi družinami. Po statističnih podatkih, ki jih je leta 1900 zbral Vasil Kančov, je mesto Ohrid naseljevalo 8000 Makedoncev, 5000 Turkov, 500 muslimanskih Albancev, 300 krščanskih Albancev, 460 Vlahov in 600 Romov. Leta 1903 je Kartografsko društvo iz Sofije registriralo 8893 gospodinjstev albanske ali vlaške narodnosti v ohridski Kazi; vendar so bile napake v zvezi s samim mestom Ohrid. V Ohridu naj bi bilo registriranih 2610 gospodinjstev, toda po nadaljnji analizi teh dokumentov, ki so jo opravili Derviši in sodelavci, je bilo ugotovljeno, da je imelo mesto dejansko 3700 gospodinjstev; bilo je 2100 albanskih muslimanskih gospodinjstev, 150 albanskih krščanskih, 900 bolgarskih, 300 vlaških, 210 srbskih in 39 grških. Tudi Kartografsko društvo v Sofiji je številne vasi – ki so bile dejansko v celoti ali večinoma naseljene z Albanci (tako kristjani kot muslimani) – napačno registriralo kot bolgarske. 14 vasi je bilo registriranih kot albanskih z 991 gospodinjstvi, vendar je nadaljnja preiskava Dervišija razkrila, da je številka dejansko 2400. Ohridska Kaza je torej imela s temi popravki 5336 albanskih gospodinjstev, 4347 slovanskih gospodinjstev, 1549 mešanih gospodinjstev in 125 vlaških gospodinjstev, ki so bila v glavnem razpršena v dveh vaseh. Do konca osmanske vladavine je sama ohridska Kaza štela 38.000 albanskih prebivalcev in 36.500 nealbancev (Makedoncev, Srbov, Vlahov in pravoslavnih Albancev, ki so priznavali eksarha in so bili zato uvrščeni med Bolgare) prebivalcev, kot kažejo statistični podatki, zbrani iz Osmanske oblasti.

## Znamenitosti
Obstaja legenda, podprta z opažanji osmanskega popotnika iz 17. stoletja Evlije Čelebija, da je bilo v mejah mesta 365 kapel, ena za vsak dan v letu. Danes je ta številka bistveno manjša.
- Cerkev sv. Sofije
- Cerkev sv. Klimenta in Pantelejmona
- Cerkev sv. Janeza v Kaneu
- Cerkev sv. Jurija
- Cerkev sv. Zauma [35]
- Galerija ikon, Ohrid
- Samostan svetega Nauma
- Cerkev sv. Petke
- Cerkev sv. Štefana
- Ostanki bazilik iz zgodnjekrščanskega časa, npr. Bazilika sv. Erazma (4. stoletje)
- Hiša družine Robevci, arheološki muzej
- Ohridsko antično gledališče
- Cerkev sv. Vrači, s freskami iz 14. stoletja. Na sprednji strani bankovca za 1000 denarjev, izdanih v letih 1996 in 2003, je upodobljena ikona iz cerkve iz 14. stoletja.[36]

Poleg tega, da je sveto središče regije, je tudi vir znanja in vseslovanske pismenosti. Obnovljeni samostan v Plaošniku je bil pravzaprav ena najstarejših univerz v zahodnem svetu, ki je nastala pred 10. stoletjem.
Ohrid je tudi dom Vile Biljana, ki služi kot uradna rezidenca predsednika Severne Makedonije.

## Znane osebnosti
- Mišo Juzmeski - pisatelj, publicist in fotograf
- Dragi Stefanija - književnik in jezikoslovec

### Pobratena mesta
Ohrid je pobraten z:
| - Budva, Črna gora - Trogir, Hrvaška - Dalian, Kitajska - Katwijk, Nizozemska - Kragujevac, Srbija - Pogradec, Albanija - Patras, Grčija - Piran, Slovenija - Plovdiv, Bolgarija - Podolsk, Rusija - Queanbeyan, Avstralija | - Safranbolu, Turčija - Seongnam, Južna Koreja - Veliko Tarnovo, Bolgarija - Vinkovci, Hrvaška - Windsor, Ontario, Kanada - Wollongong, Avstralija - Jalova, Turčija - Jalta, Ukrajina - Zemun, Srbija |